# بيتر بالينغ
بيتر بالينغ (بالدنماركية: Peter Balling)‏ مواليد 5 أبريل 1990، هو لاعب كرة يد دانمركي يلعب كظهير أيمن. مثل منتخب الدنمارك لكرة اليد.

## سجل المنافسة
شارك في البطولات التالية:
- بطولة أوروبا لكرة اليد للرجال 2016

## روابط خارجية
- بيتر بالينغ على موقع الاتحاد الأوروبي لكرة اليد (الإنجليزية)